# Innocon Spider
Spider — разведывательный беспилотный летательный аппарат (БПЛА). Разработан израильской фирмой Innocon.
Предназначен для наблюдения и ведения разведки с учётом топографических и климатических условий. Впервые был представлен в Индии на выставке в 2012 году.

## ЛТХ
- Размах крыла, м 1,5
- Длина, м 0,5
- пустого, кг 2,5 килограмма без учета аккумулятора и полезной нагрузки
- способен находиться в воздухе свыше полутора часов (в зависимости от мощности аккумулятора).
- Дальность действия, км 5